# Ryan Craig
Ryan Craig (né le 6 janvier 1982 à Abbotsford dans la province de Colombie-Britannique au Canada) est un joueur professionnel canadien de hockey sur glace. Il évoluait au poste de centre.

## Biographie
Choisi au 255e rang du huitième tour par le Lightning de Tampa Bay lors du repêchage d'entrée dans la LNH 2002 alors qu'il évoluait pour les Wheat Kings de Brandon dans la LHOu, il devient professionnel à partir de la saison 2003-2004 en jouant principalementd ans la LAH, mais aussi quelques parties en ECHL. 
Il joue pour la première fois dans la LNH en 2005-2006 et joue 48 parties avec le Lightning au cours de cette saison en plus de récolter 28 points, dont 15 buts. Il est un joueur régulier avec Tampa Bay lors de la saison 2006-2007, puisqu'il passe toute la saison avec l'équipe et participe à 72 rencontres. Il manque une grande partie de la saison 2007-2008 à cause d'une blessure au genou.
Il a également joué pour les Penguins de Pittsburgh et les Blue Jackets de Columbus dans la LNH, mais joue principalement dans la LAH. Il a remporté la Coupe Calder en 2016 avec les Monsters de Lake Erie.
Le 9 juin 2017, Craig prend sa retraite et devient entraîneur adjoint avec les Golden Knights de Vegas.

## Statistiques
| Saison     | Équipe                            | Ligue      |     | Saison régulière | Saison régulière | Saison régulière | Saison régulière | Saison régulière |    | Séries éliminatoires | Séries éliminatoires | Séries éliminatoires | Séries éliminatoires | Séries éliminatoires |
| Saison     | Équipe                            | Ligue      | PJ  | B                | A                | Pts              | Pun              | PJ               | B  | A                    | Pts                  | Pun                  |                      |                      |
| 1997-1998  | Wheat Kings de Brandon            | LHOu       | 1   | 0                | 0                | 0                | 0                | -                | -  | -                    | -                    | -                    |                      |                      |
| 1998-1999  | Wheat Kings de Brandon            | LHOu       | 54  | 11               | 12               | 23               | 46               | 5                | 0  | 0                    | 0                    | 4                    |                      |                      |
| 1999-2000  | Wheat Kings de Brandon            | LHOu       | 65  | 17               | 19               | 36               | 40               | -                | -  | -                    | -                    | -                    |                      |                      |
| 2000-2001  | Wheat Kings de Brandon            | LHOu       | 70  | 38               | 33               | 71               | 49               | 6                | 3  | 0                    | 3                    | 7                    |                      |                      |
| 2001-2002  | Wheat Kings de Brandon            | LHOu       | 52  | 29               | 35               | 64               | 52               | 19               | 11 | 10                   | 21                   | 13                   |                      |                      |
| 2002-2003  | Wheat Kings de Brandon            | LHOu       | 60  | 42               | 32               | 74               | 69               | 17               | 5  | 8                    | 13                   | 29                   |                      |                      |
| 2003-2004  | Ice Pilots de Pensacola           | ECHL       | 5   | 3                | 5                | 8                | 0                | 2                | 0  | 1                    | 1                    | 0                    |                      |                      |
| 2003-2004  | Bears de Hershey                  | LAH        | 61  | 4                | 8                | 12               | 24               | -                | -  | -                    | -                    | -                    |                      |                      |
| 2004-2005  | Falcons de Springfield            | LAH        | 80  | 27               | 14               | 41               | 50               | -                | -  | -                    | -                    | -                    |                      |                      |
| 2005-2006  | Falcons de Springfield            | LAH        | 28  | 12               | 10               | 22               | 14               | -                | -  | -                    | -                    | -                    |                      |                      |
| 2005-2006  | Lightning de Tampa Bay            | LNH        | 48  | 15               | 13               | 28               | 6                | 5                | 0  | 0                    | 0                    | 10                   |                      |                      |
| 2006-2007  | Lightning de Tampa Bay            | LNH        | 72  | 14               | 13               | 27               | 55               | 6                | 0  | 0                    | 0                    | 12                   |                      |                      |
| 2007-2008  | Lightning de Tampa Bay            | LNH        | 7   | 1                | 1                | 2                | 0                | -                | -  | -                    | -                    | -                    |                      |                      |
| 2007-2008  | Admirals de Norfolk               | LAH        | 2   | 1                | 2                | 3                | 2                | -                | -  | -                    | -                    | -                    |                      |                      |
| 2008-2009  | Lightning de Tampa Bay            | LNH        | 54  | 2                | 4                | 6                | 60               | -                | -  | -                    | -                    | -                    |                      |                      |
| 2009-2010  | Admirals de Norfolk               | LAH        | 73  | 23               | 22               | 45               | 64               | -                | -  | -                    | -                    | -                    |                      |                      |
| 2009-2010  | Lightning de Tampa Bay            | LNH        | 3   | 0                | 0                | 0                | 5                | -                | -  | -                    | -                    | -                    |                      |                      |
| 2010-2011  | Penguins de Wilkes-Barre/Scranton | LAH        | 71  | 19               | 29               | 48               | 84               | 12               | 3  | 4                    | 7                    | 12                   |                      |                      |
| 2010-2011  | Penguins de Pittsburgh            | LNH        | 6   | 0                | 0                | 0                | 22               | -                | -  | -                    | -                    | -                    |                      |                      |
| 2011-2012  | Penguins de Wilkes-Barre/Scranton | LAH        | 68  | 11               | 19               | 30               | 70               | 12               | 1  | 3                    | 4                    | 2                    |                      |                      |
| 2012-2013  | Falcons de Springfield            | LAH        | 75  | 20               | 27               | 47               | 71               | 8                | 2  | 2                    | 4                    | 7                    |                      |                      |
| 2013-2014  | Falcons de Springfield            | LAH        | 55  | 18               | 15               | 33               | 52               | 5                | 4  | 1                    | 5                    | 4                    |                      |                      |
| 2013-2014  | Blue Jackets de Columbus          | LNH        | 6   | 0                | 0                | 0                | 0                | -                | -  | -                    | -                    | -                    |                      |                      |
| 2014-2015  | Falcons de Springfield            | LAH        | 67  | 17               | 20               | 37               | 60               | -                | -  | -                    | -                    | -                    |                      |                      |
| 2014-2015  | Blue Jackets de Columbus          | LNH        | 2   | 0                | 0                | 0                | 0                | -                | -  | -                    | -                    | -                    |                      |                      |
| 2015-2016  | Monsters de Lake Erie             | LAH        | 60  | 9                | 11               | 20               | 38               | 17               | 3  | 10                   | 13                   | 8                    |                      |                      |
| 2016-2017  | Monsters de Cleveland             | LAH        | 71  | 11               | 11               | 22               | 25               | -                | -  | -                    | -                    | -                    |                      |                      |
| Totaux LNH | Totaux LNH                        | Totaux LNH | 198 | 32               | 31               | 63               | 148              | 11               | 0  | 0                    | 0                    | 22                   |                      |                      |

## Trophées et honneurs personnels
- 2002-2003 :
  - remporte le prix CHL Humanitarian of the Year
  - remporte le trophée Doug Wickenheiser du joueur ayant la meilleure implication au sein de la communauté.
  - nommé dans la première équipe d'étoiles de l'association Est de la LHOu.
- 2015-2016 : champion de la Coupe Calder avec les Monsters du lac Érié.